# Yoshinobu Ishii
Yoshinobu Ishii (石井 義信 Ishii Yoshinobu?,  13 de marzo de 1939 en Fukuyama, Hiroshima - 26 de abril de 2018) fue un futbolista japonés que se desempeñaba como centrocampista.
En 1962, Ishii jugó para la selección de fútbol de Japón.

## Trayectoria

### Clubes
| Club              | País  | Año         |
| ----------------- | ----- | ----------- |
| Toyo Industries   | Japón | 1957 - 1967 |
| Fujita Industries | Japón | 1968 - 1975 |

### Selección nacional
| Selección | País  | Año  |
| --------- | ----- | ---- |
| Absoluta  | Japón | 1962 |

## Estadística de equipo nacional
| Selección de Japón | Selección de Japón | Selección de Japón |
| Año                | Part.              | Goles              |
| ------------------ | ------------------ | ------------------ |
| 1962               | 1                  | 0                  |
| Total              | 1                  | 0                  |

## Palmarés

### Títulos nacionales
| Título              | Club            | País  | Año  |
| ------------------- | --------------- | ----- | ---- |
| Japan Soccer League | Toyo Industries | Japón | 1965 |
| Copa del Emperador  | Toyo Industries | Japón | 1965 |
| Japan Soccer League | Toyo Industries | Japón | 1966 |
| Japan Soccer League | Toyo Industries | Japón | 1967 |
| Copa del Emperador  | Toyo Industries | Japón | 1967 |